# Anthrenus jordanicus
Anthrenus jordanicus is een keversoort uit de familie spektorren (Dermestidae). De wetenschappelijke naam van de soort werd in 1934 gepubliceerd door Maurice Pic.